# Deense parlementsverkiezingen 1971
Op 21 september 1971 werden parlementsverkiezingen gehouden in Denemarken hoewel ze in de Faeröer pas op 5 oktober werden gehouden. De Sociaaldemocraten bleven de grootste partij in het Folketing met 70 van de 179 zetels. De opkomst was 87,2% in Denemarken, 56,8% in de Faeröer en 52,1% in Groenland.
Het kabinet Baunsgaard, bestaande uit de Conservatieve Volkspartij, het liberale Venstre en Radikale Venstre, verloor zijn meerderheid in het parlement. Na de verkiezingen op de Faeröer werden de Sociaaldemocraten groter dan deze drie coalitiepartners en werd het minderheidskabinet Krag gevormd.

## Resultaten
| Denemarken                 | Denemarken | Denemarken | Denemarken | Denemarken |
| Partij                     | Stemmen    | %          | Zetels     | +/–        |
| -------------------------- | ---------- | ---------- | ---------- | ---------- |
| Socialdemokraterne         | 1.074.777  | 37,3       | 70         | +8         |
| Conservatieve Volkspartij  | 481.335    | 16,7       | 31         | –6         |
| Venstre                    | 450.904    | 15,6       | 30         | –4         |
| Radikale Venstre           | 413.620    | 14,3       | 27         | 0          |
| Socialistische Volkspartij | 262.756    | 9,1        | 17         | +6         |
| Kristendemokraterne        | 57.072     | 2,0        | 0          | Nieuw      |
| Rechtvaardigheidspartij    | 50.231     | 1,7        | 0          | 0          |
| Venstresocialisterne       | 45.979     | 1,6        | 0          | –4         |
| Communistische Partij      | 39.564     | 1,4        | 0          | 0          |
| Slesvigsk Parti            | 6.743      | 0,2        | 0          | 0          |
| Onafhankelijken            | 919        | 0,0        | 0          | 0          |
| Ongeldige/Blanco stemmen   | 20.196     | –          | –          | –          |
| Totaal                     | 2.904.096  | 100        | 175        | 0          |
| Faeröer                    |            |            |            |            |
| Gelijkheidspartij          | 4.170      | 31,8       | 1          | 0          |
| Eenheidspartij             | 2.855      | 21,8       | 0          | 0          |
| Volkspartij                | 2.680      | 20,4       | 1          | 0          |
| Nýtt Sjálvstýri            | 648        | 4,9        | 0          | Nieuw      |
| Christelijke Volkspartij   | 362        | 2,8        | 0          | 0          |
| Onafhankelijken            | 2.140      | 16,3       | 0          | Nieuw      |
| Ongeldige/Blanco stemmen   | 77         | –          | –          | –          |
| Totaal                     | 13.202     | 100        | 2          | 0          |
| Groenland                  |            |            |            |            |
| Onafhankelijken            | 7.148      | 100        | 2          | 0          |
| Ongeldige/Blanco stemmen   | 195        | –          | –          | –          |
| Totaal                     | 7,343      | 100        | 2          | 0          |

| Stemming | Stemming | Stemming | Stemming | Stemming |
| -------- | -------- | -------- | -------- | -------- |
|          |          |          |          |          |
| A        | A        |          | 37,27%   | 37,27%   |
| C        | C        |          | 16,69%   | 16,69%   |
| V        | V        |          | 15,64%   | 15,64%   |
| B        | B        |          | 14,34%   | 14,34%   |
| F        | F        |          | 9,11%    | 9,11%    |
| Q        | Q        |          | 1,98%    | 1,98%    |
| E        | E        |          | 1,74%    | 1,74%    |
| Y        | Y        |          | 1,59%    | 1,59%    |
| K        | K        |          | 1,37%    | 1,37%    |
| Anderen  | Anderen  |          | 0,27%    | 0,27%    |